# Sand-Drögens naturreservat
Sand-Drögens naturreservat är ett naturreservat i  Linköpings kommun i Östergötlands län.
Området är naturskyddat sedan 2022 och är 44 hektar stort. Reservatet ligger norr om sjön Drögen och består av bergshöjder med gamla tallar och dalgångar med små bäckar och gamla granar.